# Vasil Ščerecký
Vasil Ščerecký (15. prosince 1883 Lazy, dnes Ukrajina – 1962 Užhorod) byl československý politik a meziválečný poslanec Národního shromáždění za Republikánskou stranu zemědělského a malorolnického lidu (agrárníky) na Podkarpatské Rusi.

## Biografie
Podle údajů k roku 1930 byl profesí rolníkem v Nižních Vereckách.
V doplňovacích parlamentních volbách na Podkarpatské Rusi v roce 1924 se stal poslancem Národního shromáždění. Poslaneckého křesla se ale ještě roku 1924 vzdal a místo něj nastoupil poslanec Josef Kaminský. Znovu se v parlamentu objevil až po parlamentních volbách v roce 1929.